# Коринтендант
Коринтендант — сокращённое название должности «корпусный интендант» и персональное воинское звание высшего начальствующего (военно-хозяйственного) состава в Красной Армии. Выше дивинтенданта, ниже арминтенданта.

## История
Введено Постановлением ЦИК СССР и СНК СССР от 22 сентября 1935 года «О введении персональных военных званий начальствующего состава РККА» взамен многочисленных «должностных» званий начсостава категорий К-12 и К-13. В войсках и органах НКВД это звание было установлены приказом № 331 от 23 октября 1935 года. Звание коринтенданта не было связано исключительно с хозяйственными должностями - по сути это было наиболее универсальное звание, которое могло быть присвоено во всех случаях, когда представителю высшего начальствующего состава любого рода войск не могли быть присвоены звания технического, юридического или медицинского (ветеринарного) начальствующего состава, однако на практике оно присваивалось исключительно армейским тыловикам.
Всего звание коринтендант было присвоено трём лицам. Все они были репрессированы в 1937—1938 годах.
Звание коринтендант было упразднено указом Президиума Верховного совета СССР от 07 мая 1940 г. «Об установлении воинских званий высшего командного состава Красной Армии» в связи с введением в РККА генеральских званий.
Постановлением ГКО СССР от 26 марта 1942 г. № 1494 «О введении интендантских званий» для среднего и старшего начальствующего состава интендантской службы Красной Армии были введены новые воинские звания и этим же постановлением окончательно отменены воинские звания бригинтендант, дивинтендант и коринтендант.
| Род войск                                      | Соответствующее звание/должность |
| В командном составе                            | В командном составе |
| ---------------------------------------------- | --- |
| в сухопутных и военно-воздушных силах РККА     | комкор |
| Народный комиссариат внутренних дел СССР       | комиссар государственной безопасности 3-го ранга, введённое постановлением ЦИК и СНК СССР от 7 октября 1935 года (военнослужащие пограничных и внутренних войск НКВД имели воинские звания, принятые в РККА) |
| Военно-Морской Флот СССР                       | флагман 1-го ранга |
| ВВС ВМФ и береговая служба                     | комкор |
| В начальствующем составе                       | |
| в военно-политическом составе всех родов войск | корпусный комиссар |
| в военно-техническом составе всех родов войск  | коринженер |
| в военно-техническом составе ВМФ               | инженер-флагман 1-го ранга |
| в военно-медицинском составе всех родов войск  | корврач |
| в военно-ветеринарном составе всех родов войск | корветврач |
| в военно-юридическом составе всех родов войск  | корвоенюрист |

## Знаки различия
Знаки различия — три красных ромба в петлицах.
Над ромбами была эмблема военно-хозяйственного состава - золотого цвета каска, ключ, циркуль, половина шестерни и половина автоколеса, установленная приказом НКО СССР от 10 марта 1936 г. № 33.
Постановлением СНК СССР от 2 декабря 1935 г. № 2590 была установлена тёмная-зелёная расцветка петлиц с красным кантом.

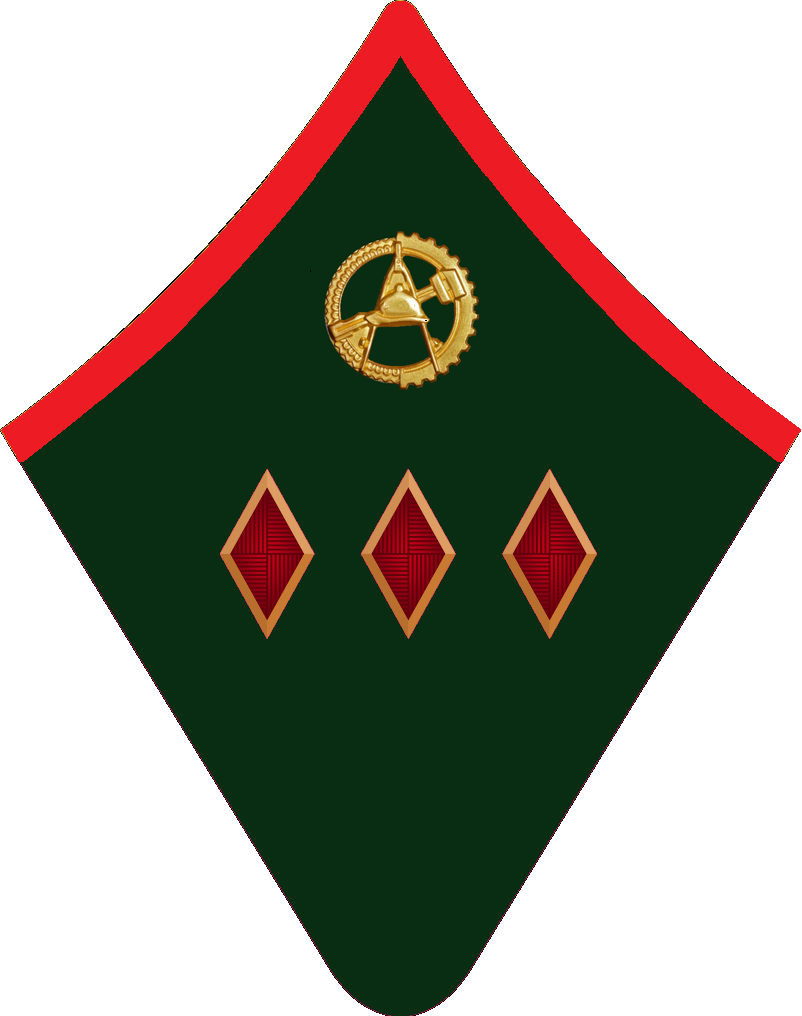
Петлицы коринтенданта на шинели

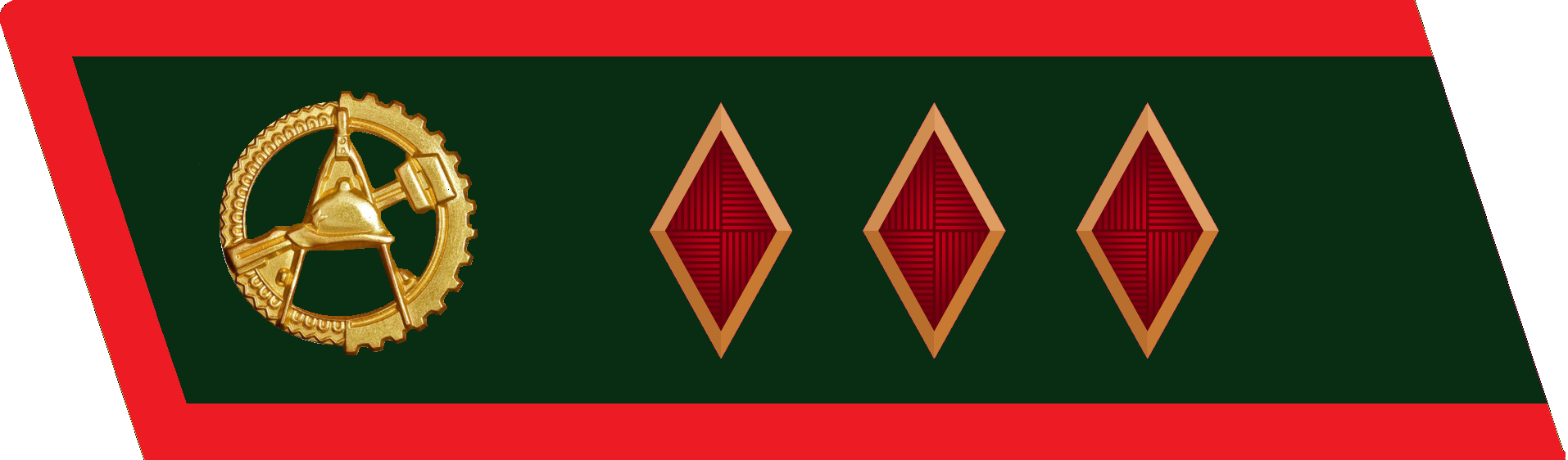
Петлицы коринтенданта на гимнастёрке

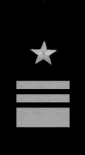
Коринтендант ВМФ

Во флоте расцветки галунов и просветов на нарукавных знаках различия были установлены Постановлением СНК СССР от 2 декабря 1935 г. № 2591. Цвет галунов и звёзд над ними был белый (сребристый), а просветы (выпушки) между галунами цвета материала обмундирования.
Коринтенданту ВМФ полагался один широкий и два средних галуна серебристого цвета с двумя просветами между ними. Над галунами была размещена одна серебристая пятиконечная звезда.

## Присвоения[5]
- Александр Иванович Жильцов (20.11.1935)
- Дмитрий Иосифович Косич (20.11.1935)
- Пётр Матвеевич Ошлей (20.11.1935)